# Басинье
Басинье́ (фр. Bassigney) — коммуна во Франции, находится в регионе Франш-Конте. Департамент — Верхняя Сона. Входит в состав кантона Вовиллер. Округ коммуны — Люр.
Код INSEE коммуны — 70052.

## География
Коммуна расположена приблизительно в 310 км к востоку от Парижа, в 65 км севернее Безансона, в 22 км к северу от Везуля.
На юге коммуны протекает река Лантерн.

## Население
Население коммуны на 2010 год составляло 125 человек.
| 1962 | 1968 | 1975 | 1982 | 1990 | 1999 | 2010 |
| ---- | ---- | ---- | ---- | ---- | ---- | ---- |
| 158  | 158  | 135  | 128  | 120  | 116  | 125  |

## Экономика

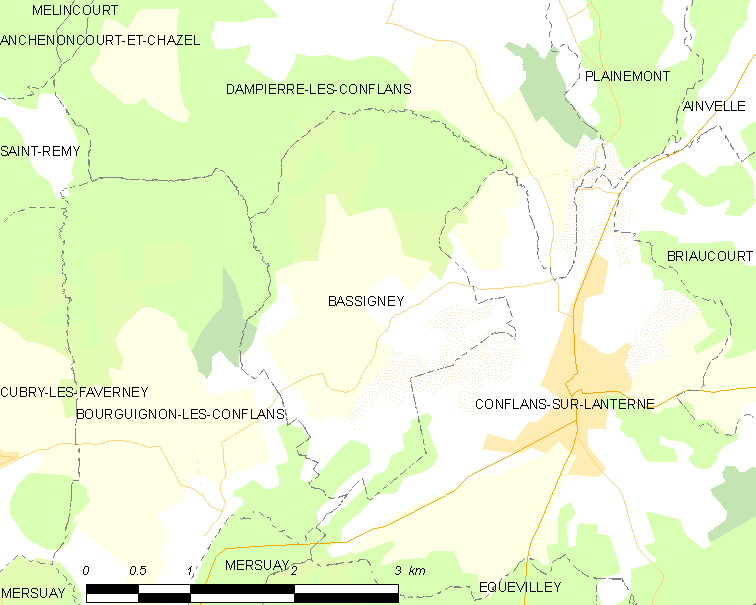
Карта коммуны

В 2010 году среди 76 человек трудоспособного возраста (15—64 лет) 56 были экономически активными, 20 — неактивными (показатель активности — 73,7 %, в 1999 году было 60,0 %). Из 56 активных жителей работали 50 человек (23 мужчины и 27 женщин), безработных было 6 (4 мужчины и 2 женщины). Среди 20 неактивных 4 человека были учениками или студентами, 9 — пенсионерами, 7 были неактивными по другим причинам.